# Carlos Varela (periodista)
Carlos Varela (12 de enero de 1943 - 4 de abril de 2006), fue un periodista y conductor de radio y TV argentino. Dueño de una voz grave y radiofónica, su estilo fue siempre directo y polémico, lo que le valió no pocas críticas y enfrentamientos dentro del medio. 
Falleció en el barrio de Colegiales, Buenos Aires, víctima de una afección cardíaca.

## Trayectoria
Con un estilo "ganchero", supo tener gran audiencia en los '70 y '80. 
Fue un clásico de la época su latiguillo: "Buenas tardes, Carlos Varela lo saluda", con el que comenzaba sus programas y reportajes. 

### Radio
Dirigió los ciclos radiales 
- "Sábado en concierto" por Radio El Mundo en 1982.
- "De vuelta" (con la participación de Mariano Grondona) por Radio Mitre en 1983 - 1986.
- "Informe 80" por Radio Mitre en 1983.
- "Hebdomadario" por Radio Mitre en 1984.
- "La mañana de Carlos Varela" y "Regresando" por Radio Del Plata en 1987 y 1989.
- "Carlos Varela y el Mundo" por Radio El Mundo en 1988.
- "No hay mañana sin Varela" por Radio El Mundo en 1989.
- "Regresando" y "Varela.com" por Radio América en los '90.
- "La mañana de Carlos Varela" por Radio Splendid, Radio Municipal y Radio América.
- "Despertando... con Carlos Varela" por Radio 10, en 1998.[1]
- "Varela.com" y "Regresando" por Radio Libertad en el 2000.

### TV
En televisión condujo
- "Realidad 7" (junto a Magdalena Ruiz Guiñazú), por Canal 7 (1974);
- "Acceso a la Historia" (junto a Antonio Juliá), por Canal 7 (1975);
- "Para Pensar", por Canal 9 (1979);
- "Videoshow" por Canal 9 (1981);
- "Telenoticias" por Canal 3 de VCC (1989);
- "Línea nocturna", por ATC (1991);
- "Visto y Considerando", por ATC (1994);
- "Carlos Varela por CVN", por Canal 6 (CVN) de Cablevisión (1996);
- "CV en CVN", por Canal 6 (CVN) de Cablevisión (1999);
- "Línea nocturna", por Canal 9 (P&E) de Cablevisión (1999).

Fue el coconductor de 
- "Palabras cruzadas" junto a Eduardo Aliverti, por América TV (1995 y 1999).

Además, siendo periodista de exteriores de Canal 7, cubrió en vivo la Masacre de Ezeiza de 1973, cuando el retorno de Juan Domingo Perón a la Argentina.
En ese mismo año, como enviado especial a Chile, cubrió para ese mismo canal las notas sobre el golpe de Estado de Augusto Pinochet.

### Gráfica
Ocasionalmente escribió en la Revista Gente de Buenos Aires.